# Thérèse de Mecklembourg-Strelitz
Pour les autres membres de la famille, voir Maison de Mecklembourg.
Thérèse-Mathilde-Amalie de Mecklenburg-Strelitz, née le 5 avril 1773 à Hanovre et morte le 12 février 1839 à Dischingen, est une princesse allemande de la maison de Mecklenbourg. Grâce à son initiative et à ses talents de négociatrice, elle arbitre la fin du service postal impérial au profit de la maison de Tour et Taxis. Elle échoue dans ses négociations avec Napoléon Ier mais parvient à faire valoir les intérêts de la maison de Tour et Taxis au congrès de Vienne.

## Biographie

### Famille
Thérèse de Mecklembourg-Strelitz est la troisième fille du premier mariage du grand-duc Charles II de Mecklembourg-Strelitz et de la princesse Frédérique de Hesse-Darmstadt. Après la mort de sa mère en 1782, elle passe la majeure partie de sa jeunesse avec ses sœurs Charlotte, Louise et Frédérique et sa grand-mère, Marie-Louise de Leiningen-Dagsbourg-Falkenbourg, à Darmstadt.

### Jeunesse et mariage
Au cours de son voyage de jeunesse à travers l'Europe, le prince héritier Charles Alexandre de Tour et Taxis rencontre la jeune Thérèse dans sa résidence de Darmstadt en 1786. En raison des liens familiaux avec sa tante, Charlotte de Mecklembourg-Strelitz, mariée au roi d'Angleterre George III, un mariage avec un héritier britannique du trône était en fait prévu. Cependant, après que Charles Alexandre de Tour et Taxis soit resté chez sa tante, celle-ci consent à l'union à condition que sa nièce puisse continuer à pratiquer sa religion protestante car un mariage catholique aurait lieu. À titre de garantie, il est convenu qu'aux frais de la maison de Tour et Taxis, un oratoire pour Thérèse devrait être construit sous la tribune de l'orgue de l'église de la Trinité à Ratisbonne. Après l'approbation de la maison de Tour et Taxis, le couple se marie le 25 mai 1789, l'époux ayant 19 ans et l'épouse 16 ans, à Neustrelitz.
À l'occasion des célébrations matrimoniales, un chant, Das Fest Germaniens de Georg Bernhard Leopold Zeller (de), est créé.  
Ils eurent 7 enfants :
- Charlotte Luise (1790-1790) ;
- George Karl (1792-1795)
- Marie-Thérèse (1794-1874), épouse du prince Paul III Anton Esterházy ;
- Luise Friederike (1798-1798)
- Marie-Sophie (1800-1870), épouse du duc Paul-Guillaume de Wurtemberg ;
- Maximilian Karl de Thurn und Taxis (en) (1802-1871), époux de Wilhelmine de Dörnberg ;
- Friedrich Wilhelm (1805-1825).

Alliée de son cousin le roi Louis Ier de Bavière, Thérèse de Mecklembourg-Strelitz s'oppose farouchement au mariage de son fils Maximilian avec Wilhelmine de Dörnberg, celle-ci étant issue d'une famille noble protestante du Hesse d'un rang inférieur. Le couple se marie néanmoins en 1828.
Elle eut plusieurs enfants d'une relation extraconjugale avec le comte Maximilian von und zu Lerchenfeld auf Köfering und Schönberg (1772-1809) en raison de l'incapacité et de l'inaction politiques de son mari plus intéressé par la chasse. On compte :
- comte Georg Adolf von Stockau (1806-1865), marié à la comtesse Franziska de Paula Maria Elisabeth von Fünfkirchen
- Amalie von Sternfeld (1808-1888), épouse du baron Georg-Alexander von Krüdener, puis du général Nikolaus Adlerberg.

En 1790, Anne César de La Luzerne, ambassadeur de France en Grande-Bretagne, rapporte que le mari de Thérèse était considéré pour le nouveau trône des Pays-Bas autrichiens et que la tante de Thérèse, la reine Charlotte, le soutiendrait ; ces rumeurs se sont avérées infondées, car Charlotte de Mecklembourg-Strelitz et son mari George III pensaient que Charles Alexandre n'avait pas un rang suffisant pour la royauté.

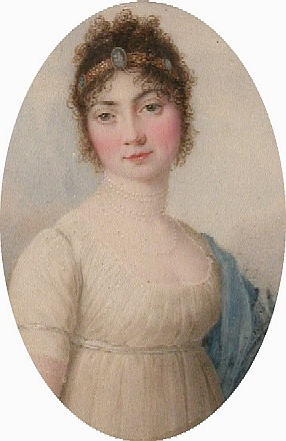
Thérèse de Mecklembourg-Strelitz, huile sur toile de Carlo Restallino, Ratisbonne, vers 1800.

### Activités artistiques
En 1813 , son mari achète pour un montant de 6000 florins le jardin en ruine de la Société botanique et de l'Académie des sciences naturelles de Ratisbonne dont Kaspar Maria von Sternberg est le président. Il fait restaurer le palais du jardin en tant que résidence privée pour sa femme et l'inscription « Theresiens Ruh » (la paix de Thérèse) est inscrite au-dessus du portique. Elle utilise cet endroit pour sa vaste bibliothèque et fait imprimer un catalogue de bibliothèque. Elle y accueille des poètes et des écrivains dont Jean Paul, Friedrich Rückert, Johann Kaspar Lavater et Friedrich Gottlieb Klopstock,.
Thérèse de Mecklembourg-Strelitz est une amie proche de la poétesse française Constance de Théis rencontrée en 1818. En 1824, la poétesse lui dédie Vingt-quatre heures d’une femme sensible, une suite de 46 lettres écrites par une amante blessée et angoissée.

### Activités politiques
Thérèse de Mecklembourg-Strelitz et son mari vivent d'abord au Palais des Tour et Taxis (de) à Francfort jusqu'en 1797. Au début de leur mariage, Thérèse de Mecklembourg-Strelitz représente son jeune mari. Après la démission de son beau-père en tant que maître général des postes et commissaire principal de la diète perpétuelle d'Empire  à Ratisbonne, le mari de Thérèse en devient commissaire principal en 1797. Thérèse joue un rôle actif dans l'administration de la maison princière et des terres ainsi que l'administration postale.
À la suite de la chute du Saint Empire Romain germanique et du recès de la Diète d'Empire de 1803, le Kaiserliche Reichspost (service postal impérial) disparaît ainsi que la charge héréditaire de maître général des postes détenue par la maison de Tour et Taxis. Thérèse de Mecklembourg-Strelitz devient politiquement active, surtout après la mort de son père. Depuis lors, elle use de son influence et la maison de Tour et Taxis conserve son monopole sur les droits postaux traditionnels en tant qu'entreprise privée, la Thurn-und-Taxis-Post. En 1806, elle négocie avec son beau-frère, le roi de Prusse Frédéric-Guillaume III, à côté de Charles Théodore de Dalberg, ancien électeur de Mayence et prince primat à Ratisbonne, et pour la première fois en 1807 avec Napoléon. Elle négocie également avec Maximilien Ier à Munich afin de le dissuader de la nationalisation prévue de la poste. En 1808, elle représente la Maison de Tour et Taxis à l'entrevue d'Erfurt. Il y a une rencontre secrète entre Talleyrand et le tsar russe Alexandre Ier dans son salon.
Après l'échec des négociations de l'entrevue d'Erfurt, elle se rend à Paris fin 1809 pour négocier avec Napoléon le futur statut de la maison Tour et Taxis et la reconquête des droits postaux. Un échange de lettres avec son mari de cette époque montre qu'il se plaignait de l'appauvrissement de la maison Tour et Taxis et exhortait sa femme à être plus frugale.  Lors de ses négociations avec Napoléon, elle propose de déplacer le siège de la maison Tour et Taxis à Paris. Cependant, les négociations échouent, peut-être aussi parce que la correspondance avec sa sœur, la reine Louise de Prusse, tombe entre les mains des censeurs français.
Après la défaite et l'exil de Napoléon, Thérèse de Mecklembourg-Strelitz représente la maison de Tour et Taxis au Congrès de Vienne dès 1814, pour lequel de nombreuses négociations politiques entre Talleyrand, le tsar Alexandre Ier, le prince de Metternich et d'autres dirigeants politiques se tiennent dans son salon. En raison notamment de leurs efforts, l'article 17 de l'acte confédéral allemande de 1815 stipule que les revenus des anciens bureaux de poste Thurn und Taxis dans plusieurs États de la Confédération germanique sont des créances légitimes. Les États qui avaient mis en place leur propre système postal ou avaient l'intention de le faire sont tenus de verser une compensation à la maison de Tour et Taxis pour le manque à gagner, .